# 牛喰い絶叫大会
牛喰い絶叫大会（うしくいぜっきょうたいかい）は、大分県由布市湯布院町で開催されるイベント。由布岳の麓に広がる牧草地で、豊後牛を食べ、その後に思い思いの言葉を絶叫して、声の大きさや内容のユニークさを競う。

## 概要
毎年、体育の日に開催されている。秋の高原の景色と、ユニークな内容の絶叫のため、ニュースなどの題材になりやすく、毎年のように全国放送で紹介されており、観光客が多く訪れる恒例行事となっている。
1970年代に、酪農家の経営難のために放牧地が売られそうになった際に、牛一頭牧場運動で全国から牛のオーナーを募り、オーナーを招待して高原でバーベキュー・パーティーをしたのがきっかけとなって、1976年（昭和51年）に第1回大会が行われ、以来、30回以上を数える。現在は牛一頭牧場運動は終了している。
- 当日の朝9時から参加申し込みの受付が始まる。会場の広さと準備の都合上、入場は先着600名限定（送迎バスを除く）となっている[1]。
- 10時半に開場[2]。陣笠、敷物(米袋)、肉と野菜セット、おにぎりが渡される。
- 絶叫大会は12時開始[2]。絶叫者は希望者から抽選で選ばれ、大人70人、子供30人の計100人が、お立ち台の上で絶叫する。
- 入場券には続き番号が刻印されており、絶叫終了後の13時からはお楽しみ抽選会が行われる[2]。
- 会場内では飲み物や特製スープが販売される。

## 会場
- 例年、やまなみハイウェイの狭霧台近くの牧草地で行われていた。
- 2008年の34回大会は、由布岳登山口の草原で行われた。
- 2010年の36回大会以降は、由布市湯布院町並柳の並柳牧場で開催されている。

## 交通
- 鉄道・車：JR九州久大本線由布院駅から車で約15分[1]
- 車：大分自動車道湯布院ICから車で約20分[1]
- 由布院駅から会場まで送迎バスが運行される。時間までに集合すれば全員乗車でき、大会に入場できる[3]。

## できごと
- 2011年度の大会において、参加していた大分県議会議員の近藤和義が、「セシウム牛はいりません」と絶叫していたことが判明した[4]。これについて、東日本大震災に伴う福島第一原子力発電所事故で大分県に避難してきた住民からは「被災者に失礼な発言だ」との憤りの声が多数出ている[5]。